# Club Balonmano Antequera
El Club Balonmano Antequera fue un club de balonmano de la localidad de Antequera (Málaga) España. En junio de 2012, tras el descenso y la bancarrota del club, desapareció, siendo reemplazado por el Club Balonmano Los Dólmenes Antequera.

## Historia
La historia del Club Balonmano Antequera es relativamente reciente ya que su creación data del 28 de octubre de 1994.

### Inicios
El BM Torcal fue durante años el equipo de la ciudad de Antequera. Este equipo conseguiría muchos éxitos nacionales en categorías inferiores. En categoría absoluta su mayor gesta fue ascender hasta la Primera División Nacional, el equivalente a la actual División de Honor B.
En la temporada 1993/1994 el BM Torcal desaparece acuciado por las deudas, siendo así que un grupo de directivos del antiguo equipo fundan el actual Balonmano Antequera. Desde entonces, el ascenso del equipo ha sido impresionante. Desde su fundación pasó por categorías provinciales hasta la temporada 2001/2002, donde consigue plaza, fusionándose al equipo vecino de Sagrada Familia (Málaga), para la Primera División Nacional. Ese año obtiene una grandiosa segunda plaza, pero en la fase de ascenso no consigue alcanzar la División de Honor B. La temporada 2002/2003 no fue mala, pero no pudo disputar la fase de ascenso al terminar la temporada en cuarto lugar. Lo mismo que en la temporada 2001/2002 le ocurrirá en la temporada 2003/2004 que a pesar de terminar primero de grupo y disputar la fase de ascenso, no se consiguen las victorias necesarias. La siguiente temporada (2004/2005) se afronta comprando otra vez una plaza federativa en la categoría superior y de este modo jugar en la tan ansiada División de Honor B. En dicha categoría el nivel fue muy alto y el tiempo para preparar un equipo de garantías muy pequeño, por esta razón el equipo se vio avocado a una promoción para no descender. Objetivo que consiguió finalmente.

### Ascenso y permanencia
Pero sin duda la mejor temporada de todas fue la del ascenso a la máxima categoría del balonmano español, la Liga Asobal. La temporada 2005/2006 resultó impresionante por los números que cosechó el Antequera, proclamándose campeón habiendo perdido únicamente 5 partidos en toda la liga.
En la temporada 2006-2007, en la primera vuelta sólo consiguió dos victorias, pero en la segunda vuelta sufrió un cambio drástico en su juego que lo hizo salvarse ocupando la 12.ª posición final por encima de clubes históricos del balonmano español como el Teka Cantabria y el Bidasoa Irún. Su mayor goleada en dicha temporada tuvo lugar frente al Balonmano Granollers, equipo al que venció por 18 goles. Por el contrario, la mayor goleada en contra acaeció en el primer partido de la segunda vuelta, en el que BM Antequera se enfrentaba al F. C. Barcelona en el Palau Blaugrana, perdiendo 41 a 25.
En la temporada 07-08, el Antequera fichó a jugadores como García Vega, Bustos, Jorge Martínez, uno de los mejores porteros de la Liga Asobal y a Chelu Cid, un lateral goleador ex del Arrate. En la pretemporada jugó en Alemania contra equipos de las primeras categorías de la liga germana como el Magdeburgo, ganando tres partidos y perdiendo dos. Tras dos años perdiendo en las finales de la Copa de Andalucía, el Balonmano Antequera, se proclamó campeón en la duodécima copa andaluza tras ganar en la ciudad del Torcal en las semifinales al ARS Palma del Río y en la final 21-32 al Balonmano Pozoblanco.
En la Liga ASOBAL 2007-08 consiguió el mayor hito deportivo para su ciudad, Antequera. Terminó la primera vuelta octavo, por lo que consiguió clasificarse a la Copa del Rey de Balonmano 2008, ganando a clubes grandes como al Portland San Antonio, al Club Balonmano Valladolid, y al Balonmano Aragón. 
En la Copa del Rey; su rival en cuartos de final fue el Balonmano Ciudad Real y en el partido el equipo manchego venció por 30-22. Además, más de 600 aficionados llenaron el pabellón de aficionados antequeranos; y el equipo consiguió fletar un AVE, donde vinieron 270 aficionados, además; varios autobuses y coches particulares llegaron para animar al equipo antequerano.

### Consolidación en Asobal
A la tercera temporada el Balonmano Antequera se consolida en la Liga Asobal tras acabar la Liga con 28 puntos, el récord en sus tres temporadas en esta liga. Aun así, desciende un puesto en la clasificación quedándose el noveno.  Esta temporada, el club consigue encadenar cuatro victorias seguidas, récord de este club en la Liga Asobal. En la temporada 2010/2011 terminan los 6 años de estancia de Antonio Carlos Ortega, 5 en la Liga ASOBAL y uno más en División de Honor B, al mando del primer equipo de la ciudad del Torcal.

#### Copa del Rey de Balonmano
Entre el 17 y el 21 de marzo de 2010 se celebró en Antequera la XXXV Edición de la Copa de S.M El Rey. El Balonmano Antequera fue eliminado por el Reyno Navarra S.Antonio en un partido muy apretado donde cayó 29-32. También se celebró la Minicopa, donde se enfrentaban los cadetes de los clubes clasificados, en la que venció el F. C. Barcelona Borges venciendo al CAI Aragón en la final por 40 a 25.

### Desaparición
Por las deudas acumuladas por el club, debido a la mala gestión de sus dirigentes (denunciados por más de veinte jugadores y sus familias), este desaparece al término de la temporada 2011/12. Tras su disolución, surge el Club Balonmano Torcal Antequera, que competirá en la tercera categoría a nivel nacional, primera división nacional, consiguiendo el ascenso en el primer año a la División de Honor B y la permanencia en dicha categoría durante las siguientes temporadas.

## Palmarés
- Campeón de División de Honor Nacional (2003/2004)
- Campeón de División de Honor B (2005/2006)
- Campeón Copa de Andalucía de Balonmano (2007), (2008), (2009). (2010)
- Mejor club de la Provincia de Málaga (2007).[3]
- Torneo de Mijas (2007)

## Plantilla 2011-2012
Entrenador: Antonio Ortiz
| Nº | NOMBRE             | EDAD | TALLA | NACIONALIDAD                   | POSICIÓN          |
| 3  | Ander Ugarte       | 21   | 1,95  | Bandera de España              | Pivote            |
| 4  | Lazo Majnov        | 31   | 1,97  | Bandera de Macedonia del Norte | Lateral derecho   |
| 5  | Nacho Soto         | 23   | 1,78  | Bandera de España              | Extremo derecho   |
| 8  | Gerard Espigol     | 32   | 1,85  | Bandera de España              | Central           |
| 9  | Zarko Pejovic      | 25   | 1,93  | Bandera de Montenegro          | Central           |
| 10 | Markel Beltza      | 21   | 1,97  | Bandera de España              | Lateral izquierdo |
| 11 | Obran Radulovic    | 29   | 1,88  | Bandera de Serbia              | Lateral derecho   |
| 13 | Paco Bustos        | 36   | 1,92  | Bandera de España              | Pivote            |
| 14 | Juanan Ramos       | 29   | 1,79  | Bandera de España              | Extremo izquierdo |
| 15 | Jesús Hoyos        | 27   | 1,84  | Bandera de España              | Extremo derecho   |
| 16 | Diego Moyano       | 40   | 1,88  | Bandera de España              | Portero           |
| 17 | Alejandro Marcelo  | 18   | 1,90  | Bandera de España              | Lateral derecho   |
| 18 | Dan Andrei Savenco | 26   | 1,98  | Bandera de Rumania             | Pivote            |
| 19 | Francis Morales    | 22   | 1,69  | Bandera de España              | Extremo izquierdo |
| 23 | Oscar Río          | 31   | 1,88  | Bandera de España              | Central           |
| 30 | Rade Mijatović     | 30   | 1,95  | Bandera de Montenegro          | Portero           |
| 77 | Bozidar Markicevic | 28   | 1,92  | Bandera de Serbia              | Lateral izquierdo |
| -- | ------------------ | ---- | ----- | ------------------------------ | ----------------- |

## Pabellón
- Pabellón Polideportivo Municipal "Fernando Argüelles"
- Dirección: C/ Antonio Mohedano, s/n.
- Aforo: 2275 localidades
- Fecha de inauguración: 10 de febrero de 1980
- Fecha de remodelación: 31 de agosto de 2006
- Instalaciones anejas: Sala de musculación, sauna, 2 sala multiusos, campos de hierba artificial, piscinas al aire libre y cubierta.